# Hünenburg bei Bielefeld

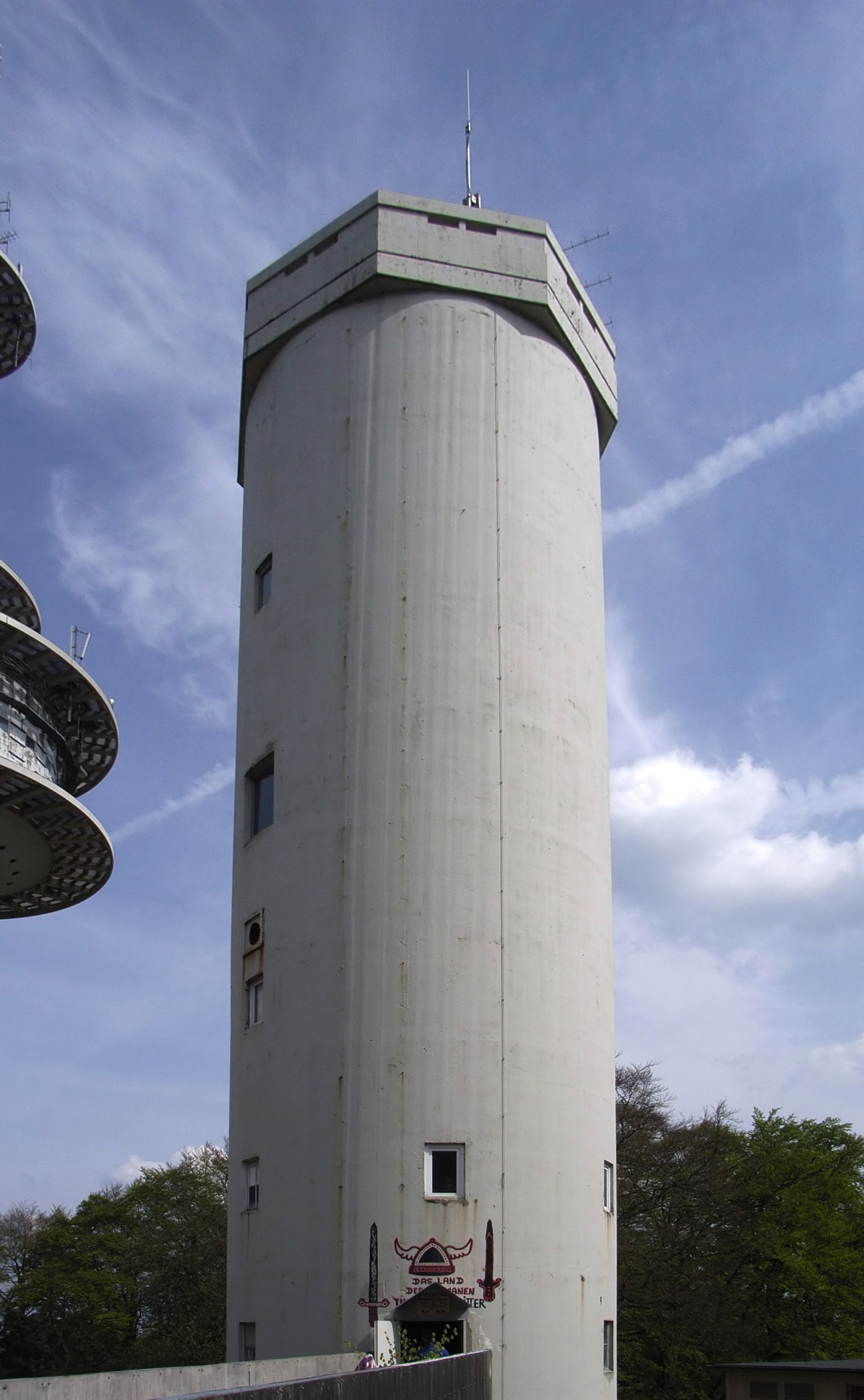
Alter Fernmeldeturm; als Aussichtsturm genutzt

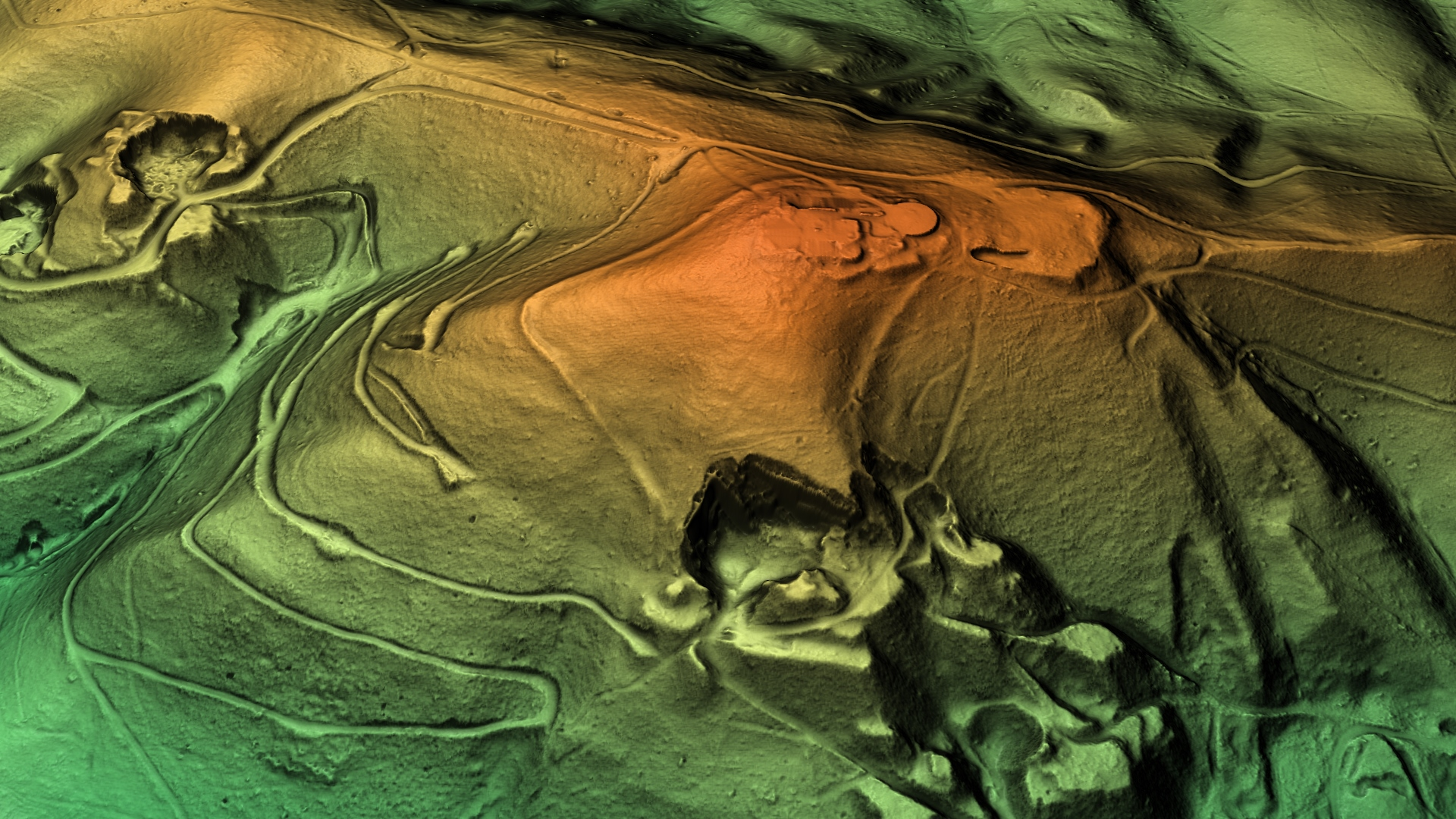
3D-Ansicht des digitalen Geländemodells

Hünenburg bezeichnet einen 312,2 m ü. NHN hohen Berg im Teutoburger Wald westlich des Stadtzentrums von Bielefeld, Nordrhein-Westfalen, und eine ehemalige Fliehburg in dessen Gipfelbereich. Darüber hinaus stehen auf dem Berg ein Aussichtsturm und der Fernmeldeturm Hünenburg.

## Geographische Lage
Die Hünenburg liegt im Mittelteil des Teutoburger Waldes im Natur- und Geopark TERRA.vita. Sie befindet sich auf dem Gebirgshauptkamm rund 4 km westsüdwestlich der Bielefelder Kernstadt im Norden der Gemarkung Quelle, die mit dem gleichnamigen Ortsteil zum Stadtbezirk Brackwede gehört. Direkt nördlich der Gipfelregion schließt sich die Gemarkung Hoberge-Uerentrup an, und etwa 1,4 km nordwestlich liegt der Gebirgspass Peter auf’m Berge (225,7 m) der Landesstraße 778 (Rote Erde–Uerentrup). Hinauf führt die im Südwesten von der durch Bielefeld-Quelle verlaufenden L 756 abzweigende Hünenburgstraße. Direkt nördlich vorbei an der Fliehburg führt als Wanderweg der Kammweg des Teutoburger Waldes.

## Fliehburg
Im Gipfelbereich befinden sich die Überreste einer Fliehburg, die ebenfalls als Hünenburg bekannt ist und dem Berg seinen Namen gab. Die Anfänge der etwa 2,8 ha großen Befestigungsanlage wurden mit Radiokarbonmessungen in den Zeitraum 200±71 v. Chr. datiert, liegen also in der vorrömischen Eisenzeit. Den Berggipfel und den oberen Teil des südwestlichen Bergabhangs umschließt eine ringförmige Erdterrasse von grob trapezförmigen Verlauf. Sie umgrenzt eine Fläche von etwa 400 mal 300 Metern. Es wurde ein kurzes Stück einer Trockenmauer ausgegraben, die als Verblendung vor eine zwei Meter breite Holzverbauung gesetzt worden war. Da im Mittelalter auf dem Südhang der Kuppe ein Steinbruch betrieben wurde, auf der Kuppe im 19. Jahrhundert ein Aussichtsturm gebaut wurde und im 20. Jahrhundert nacheinander zwei Fernmeldetürme errichtet wurden, sind viele frühgeschichtliche Spuren verloren gegangen.
Es wurden Anzeichen gefunden, dass das Innere der Wallanlage auch als Versammlungs- oder Kultplatz benutzt wurde.

## Türme

### Drei-Kaiser-Turm
Im Gelände der einstigen Fliehburg wurde der Aussichtsturm Drei-Kaiser-Turm errichtet, der im Dreikaiserjahr 1888 begonnen und 1894 fertiggestellt wurde. Er wurde 1952 abgerissen.

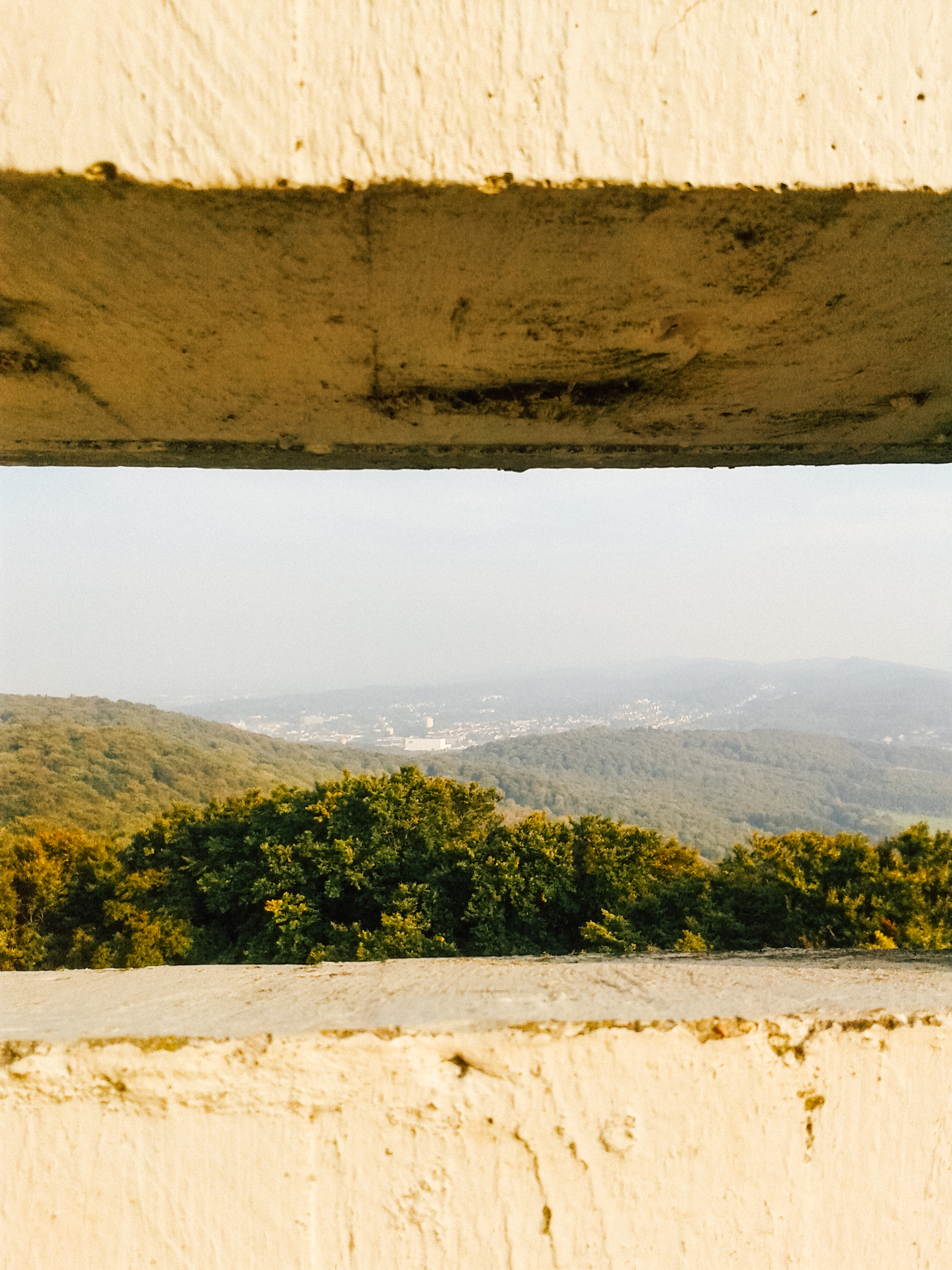
Aussicht Fernmeldeturm Hünenburg

### Fernmeldetürme
Anfang der 1950er Jahre war der damalige NWDR als federführende Rundfunkanstalt mit dem Aufbau des neuen Mediums Fernsehen betraut. Die hierfür benötigte Übertragungsstrecke Hamburg–Köln wurde von der Deutschen Bundespost geplant und betrieben. Dazu war eine Relaisstation zwischen dem Fernmeldeturm Beckum und dem (alten) Fernmeldeturm Jakobsberg nötig. Für die Installation der neu entwickelten FREDA-Richtfunkgeräte (Frequenzmodulierte Dezimeterwellen-Anlage) nebst Hornantennen eignete sich der Drei-Kaiser-Turm nicht. Er musste daher 1952 einem Fernmeldeturm der Deutschen Bundespost weichen. Dieser (alte) Turm wurde teilweise zurückgebaut und wird heute als Aussichtsturm mit Museum und Café genutzt. Von dessen 40 m hoher Aussichtsplattform mit Rundumsicht kann ein weiter Blick über den Teutoburger Wald geworfen werden. Unter der Aussichtsplattform ist das Amateurfunkrelais mit dem Rufzeichen DB0BI (FM-Sprechfunk im 70-cm-Band) untergebracht.
1972 wurde der Fernmeldebetrieb an diesem Turm eingestellt und nebenan der (neue) Fernmeldeturm Hünenburg errichtet, ein über 165 m hoher Typenturm (Typ FMT 3/72).

## Veranstaltungen
Bis 2017 veranstaltete die Queller Gemeinschaft alljährlich an Christi Himmelfahrt auf dem Berg das Hünenburgfest.